# Nouvion-en-Thiérache (tổng)
Tổng Nouvion-en-Thiérache là một tổng ở tỉnh Aisne trong vùng Hauts-de-France.

## Địa lý
Tổng này được tổ chức xung quanh Nouvion-en-Thiérache thuộc quận Vervins. Độ cao thay đổi từ 124 m (La Neuville-lès-Dorengt) đến 229 m (Le Nouvion-en-Thiérache) với độ cao trung bình 163 m.

## Các đơn vị cấp dưới
Tổng Nouvion-en-Thiérache gồm 9 xã với dân số là 6 814 người (điều tra năm 1999, dân số không tính trùng)
| Xã                      | Dân số | Mã bưu chính | Mã insee |
| ----------------------- | ------ | ------------ | -------- |
| Barzy-en-Thiérache      | 313    | 2170         | 02050    |
| Bergues-sur-Sambre      | 195    | 2450         | 02067    |
| Boué                    | 1 288  | 2450         | 02103    |
| Dorengt                 | 142    | 2450         | 02269    |
| Esquéhéries             | 866    | 2170         | 02286    |
| Fesmy-le-Sart           | 463    | 2450         | 02308    |
| Leschelle               | 282    | 2170         | 02419    |
| La Neuville-lès-Dorengt | 348    | 2450         | 02548    |
| Le Nouvion-en-Thiérache | 2 917  | 2170         | 02558    |

## Biến động dân số
| 1962                                                     | 1968  | 1975  | 1982  | 1990  | 1999  |
| -------------------------------------------------------- | ----- | ----- | ----- | ----- | ----- |
| 7 512                                                    | 8 089 | 7 875 | 7 584 | 7 118 | 6 814 |
| Nombre retenu à partir de 1962 : dân số không tính trùng |       |       |       |       |       |